# Mukangarh
Mukundgarh (Hindi मुकुंदगढ़) o Mukangarh és una ciutat i un municipi al districte de Jhunjhunu en l'estat indi de Rajasthan.Forma part de la regió de Shekhawati. Es troba a pocs quilòmetres de Nawalgarh.
En el passat fou un estat tributari protegit, una thikana concedida en feu el 1859 pel maharajà de Jaipur al thakur Mukand Singh, fill únic del thakur Nathu Singh de Nawalgarh.

## Llista de thakurs
- Thakur Mukand Singh 1859-1876
- Thakur Berisal Singh 1876-1895 (fill del thakur Durjan Sal de Nawalgarh, mort sense fills)
- Interregne 1895-1903
- Thakur Bahadur Singh 1903-1910 (fill del thakur Jait Singh de Mandawa)
- Thakur RANDHIR SINGH 1910-1911 (fill, va regnar 16 mesos i va morir sense fill)
- Interregne 1911-1915
- Thakur Bagh Singh 1915-1953 (fill del thakur Phul Singh de Mahansar)
- Thakur Lal Sing 1953-1954 (+1961) (fill)